# Европско првенство у атлетици у дворани 1973 — штафета 4 х 4 круга за мушкарце
Такмичење штафета 4 х 4 круга у мушкој конкуренцији на четвртом Европском првенству у атлетици у дворани 1973. одржано је 10. марта 1973. године у Арени Ахој у Ротердаму, Холандија. 
Пошто је кружна стаза у Ротердаму износила 180 метара, није се могло одржати такмичење штафета 4 х 800 метара јер је један круг уместо 200 метара износила 180 тако да је било немогуће измене извршити на местима које та трка по правилима ИААФ предвиђа, па је назив ове дисциплине био штафета 4 х 4 круга (4 х 720 м). Победницима се рачунају медаље, а постигнути резултати не јер су постигнути у дисциплини која званично не постоји. 
Учествовало је 16 такмичара у 4 штафете из исто толико земаља.

## Коначан пласман
| Пласман | Атлетичари                                                  | Земља           | Резултат | Белешка |
| ------- | ----------------------------------------------------------- | --------------- | -------- | ------- |
|         | Рајнхолд Сојка Јозеф Шмид Томас Весингхаге Пол Хајнц Велман | Западна Немачка | 6:21,58  |         |
|         | Иван Ковач Јозеф Самборски Јозеф Плахи Јан Сисовски         | Чехословачка    | 6:21,60  |         |
|         | Кшиштоф Линковски Lesław Zając Чеслав Јурша Henryk Sapko    | Пољска          | 6:26,95  |         |
| 4.      | Вејнанд Блад Вим Браксма Мартин Мозер Јан Рејндерс          | Холандија       | 6:29,99  |         |